# Crazy Eyes
Crazy Eyes — шестой студийный альбом американской кантри-рок-группы Poco, выпущенный 15 сентября 1973 года на Epic Records. Альбом достиг 38 позиции в чарте Billboard 200.
Этим альбомом Ричи Фьюрей выразил своё уважение Грэму Парсонсу, в честь которого написал заглавную песню и перепел одну из песен самого Парсонса «Brass Buttons». Альбом поступил в продажу всего за четыре дня до смерти Парсонса. «Brass Buttons» в исполнении Парсонса вышла только на посмертном альбоме 1974 года Grievous Angel.
Песня «Magnolia» принадлежит перу Джей Джей Кейла, и вышла на его дебютном альбоме 1972 года Naturally. Poco до сих пор продолжают играть её на концертах. По заявлениям Расти Янга, песня «Crazy Eyes» никогда не исполнялась на концертах в связи с излишней сложностью партии перкуссии, включающей, помимо прочего, африканские барабаны.
Crazy Eyes стал последним альбомом, записанным с Фьюреем, который покинув Poco, вместе с Джеем Ди Саутером и бывшим басистом The Byrds Крисом Хиллмэном основал супергруппу Souther-Hillman-Furay Band. В её составе он перезаписал и выпустил песню «Believe Me», написанную им для альбома, но в итоге отклонённую. Крис Хиллмэн поучаствовал в записи Crazy Eyes, сыграв в нескольких песнях на мандолине.

## Список композиций
1. «Blue Water» (Пол Коттон) — 3:07
2. «Fools Gold» (Расти Янг) — 2:23
3. «Here We Go Again» (Тимоти Би Шмит) — 3:28
4. «Brass Buttons» (Грэм Парсонс) — 4:17
5. «A Right Along» (Коттон) — 4:43
6. «Crazy Eyes» (Ричи Фьюрей) — 9:39
7. «Magnolia» (Джей Джей Кейл) — 6:18
8. «Let’s Dance Tonight» (Фьюрей) — 3:54

## Участники записи
- Пол Коттон — гитара, вокал
- Ричи Фьюрей — гитара, вокал
- Расти Янг — стил-гитара, гитара, вокал
- Тимоти Би Шмит — бас-гитара, вокал
- Джордж Грантман — ударные, вокал
- Крис Хиллмэн — мандолина
- Боб Эзрин — фортепиано, аранжировка
- Билл Грэм — скрипка
- Пол Харрис — фортепиано
- Джо Лэла — перкуссия
- Джек Ричардсон — продюсер
- Брайан Кристиан — инженер
- Деннис Смит — инженер
- Даг Сакс — мастеринг
- Том Ганделфингер — фотография для обложки
- Генри Дилтц — фотография для задней обложки
- Гари Бёрден — арт-директор, дизайн